# Пинна, Пауль Юханович
Па́уль О́тто Ге́рман Ю́ханович Пи́нна (эст. Paul-Otto-Hermann Pinna; 21 сентября 1884 (3 октября 1884), Ревель, Эстляндская губерния, Российская империя — 25 марта 1949, Таллин, Эстонская ССР) — эстонский актёр и театральный режиссёр. Народный артист Эстонской ССР (1942). Основатель национального театра «Эстония».

## Биография
Пауль Пинна родился в Ревеле в семье чиновника городского самоуправления. Актёрскую карьеру начал в труппе музыкально-певческого общества «Эстония». В 1905 году совместно с Теодором Альтерманом и Артуром Норманом был инициатором создания национального театра «Эстония». С 1909 по 1910 годы издавал первый театральный журнал на эстонском языке «Сцена» (эст. «Stseen»). В 1914 году из-за конфликтов в театре переехал в Россию. После начала Первой мировой войны вернулся в Эстонию. В связи с тем, что в театре «Эстония» разместился госпиталь и часть актёров была призвана в армию, уехал в Москву, но через год вновь вернулся в Эстонию для восстановления театра. В 1918—1922 годах был директором, актёром и художественным руководителем Эстонского драматического театра. В 1923 году основал «Народный театр», в котором играли актёры самодеятельности. В 1927 году театр обанкротился, после чего по приглашению Карла Юнгхольца Пинна вернулся в театр «Эстония». Во время Второй мировой войны был призван в Красную армию и в 1941—1944 годах служил в советском тылу в Государственных ансамблях Эстонии. После войны жил и работал в Эстонии. 
Захоронен на таллинском кладбище Метсакальмисту.
Вошёл в составленный в 1999 году по результатам письменного и онлайн-голосования список 100 великих деятелей Эстонии XX века.

## Награды и звания
- 1934 — Орден Орлиного креста 3 класса[7]
- 1936 — Орден Эстонского Красного Креста 2-го класса[8]
- 1942 — Народный артист Эстонской ССР[2]

## Увековечение памяти
В Таллине есть улица Пауля Пинна, получившая своё название в 1979 году. С 1949 по 1989 годы в Таллине работал Театр имени Пауля Пинна.

## Личная жизнь
Пауль Пинна был дважды женат. Его первой женой была певица Нетти Пинна, второй — Милли Альтерман. От обоих браков есть дети.